# Dolina
Dolina je nižji, navadno podolgovat svet med hribi ali v gričevnati pokrajini, pogosto z reko, ki teče skoznjo. V geologiji je dolina ali dolina depresija, ki je daljša od široke. Izrazi v obliki črke U in V so opisni izrazi geografije, ki označujejo obliko dolin. Večina dolin spada v eno od teh dveh glavnih vrst ali njihovo mešanico, vsaj glede na prerez pobočij.. Dolina lahko tako zajema površino med nekaj km² do nekaj tisoč km².

## Tipi dolin
Delimo jih na 
- rečne in
- ledeniške doline

Lahko imajo široko ali globoko dolinsko dno. Glede na potek skozi gorovja ločimo:
- podôlžna dolína - potekajoča v smeri prevladujoče slemenitve gora ali geološke strukture (primer: Soška dolina, Zgornjesavska dolina)
- prečna dolina - potekajoča prečno na smer prevladujoče slemenitve gora ali geološke strukture (primer: dolina Save Bohinjke)

Po obliki prečnega prereza doline delimo na: 
- deber ali V-dolina - rečna dolina s prerezom v obliki črke V
- ledeniška dolina - dolina s prečnim prerezom v obliki črke U, ki v zgornjem delu prereza prehaja v ledeniško rame, nad njim pa v gorski greben.
- raménska dolína - ledeniška dolina s prečnim prerezom v obliki črke U, ki se navzgor odpira v obojestranski polici
- ploska dolina - dolina s širšim, ravnim nasutim dnom
- terasasta dolina - suha dolina ali vadi: nastane v puščavah, kjer se rečno korito napolni le občasno
- pradolina: ostanek stare doline v času poledenitve je ledeni pokrov zaprl reki pot do morja – reka se je preusmerila in tekla vzdolž ledu – ob otoplitvi si je znova izdolbla krajšo pot do morja in staro korito je ostalo prazno (Nemško-Poljsko nižavje)
- korítasta dolína - ledeniško preoblikovana rečna dolina s širokim dnom in strmimi pobočji

Dolina pa je lahko tudi:
- antiklinálna dolína - dolina, nastala v antiklinali
- àsimétrična dolína - dolina z različno nagnjenima pobočjema
- simétrična dolína - dolina z enako nagnjenima pobočjema
- epigenétska dolína - dolina, ki jo je izdolbla reka, ko se je pri odstranjevanju naplavine ujela v tršo kamninsko podlago
- hudoúrniška dolína - soteski podobna koritasta dolina s strmimi pobočji, neenakim strmcem in le občasnim hudourniškim vodotokom, ki se v glavno dolino steka s hudourniškim vršajem
- kompozitna dolina - dolina, sestavljena iz oblikovno in genetsko različnih delov
- konsekvéntna dolína - del poligenetske doline, ki je skladen z geološko strukturo
- obsekvéntna dolína - del poligenetske doline, usmerjen nasprotno od geološke podlage
- súbsekvéntna dolína - dolina v znižanem reliefu, nastala prečno na nekdanjo konsekventno dolino
- poligenétska dolína - dolina, nastala z različnimi geomorfološkimi procesi
- kráška dolína - rečna dolina, ki jo sestavljata zatrepna in slepa dolina
- slépa dolína - rečna dolina s strmim zaključnim pobočjem v karbonatni kamnini, kjer voda ponika
- obviséla dolína - dolina stranskega pritoka, katere konec je zaradi hitrejšega poglabljanja glavne doline obvisel na njenem pobočju
- podánja dolína - rečna dolina, pri kateri se dolinsko dno močno razširi z nasipavanjem ali s stransko erozijo, pri čemer na stiku z dolinskim pobočjem nastane izrazit pregib
- pôlslépa dolína - rečna dolina, kjer se visoka voda še površinsko preliva iz dolinaste kotanje, nizka voda pa ponika na njenem robu
- prebójna ali predórna dolína - navadno ozka in globoka rečna dolina, ki poteka prečno na slemenitev gorovja
- proglaciálna dolína - dolina, po kateri je tekla proglacialna reka (reka v neposredni bližini ledeniškega jezika)
- stôpnjasta dolína - dolina, katere dno se znižuje v stopnjah, navadno ledeniška
- súha dolína - dolinasta oblika na kraškem površju brez površinskega vodnega toka
- trobéntasta dolína - proglacialna dolina pod ustjem nekdanjega ledeniškega jezika, ki se od tod razširi v obliki trobente
- zatrépna dolína - (kraški pojav), rečna dolina, v kateri na zatrepni strani navadno izvira močan vodni tok (kraški izvir)
- zagátna dolína - dolina, ki se začenja ali končuje s strmim pobočjem, v Alpah lahko tudi s komarčo (visoka, strma stopnja na koncu večje alpske doline, ki navadno nastane pod višjo obviselo dolino)

Podobne geološke strukture, kot so kanjon, grapa, soteska in razpoka se običajno ne imenujejo doline.

## Rečna dolina
Dolina, ki jo je ustvarila tekoča voda, imenovana fluvialna dolina ali rečna dolina, je navadno v obliki črke V. Natančna oblika je odvisna od značilnosti toka, ki teče skozi njo. Reke s strmimi nakloni v gorskih območjih, ustvarjajo strme stene in dno. Plitva pobočja lahko povzročijo širše in blažje doline. Vendar pa v spodnjem toku reke, kjer se ta približa svoji osnovni ravni in začenja odlagati usedline, dolina postane poplavna ravnina.
Nekateri široki V primeri so:
- Severna Amerika: Black canyon narodnega parka Gunnison in drugi v narodnem parku Veliki kanjon
- Evropa:
  - Avstrija: ozki prehodi zgornje doline reke Inn (Inntal) in pritoki Ennsa
  - Švica: regija Napf, Zürich Oberland, Engadin
  - Nemčija: pritoki do srednjega toka Rena in Mozele

Nekatere prve človeške kompleksne družbe izhajajo iz rečnih dolin, kot so Nil, Tigris-Evfrat, Ind, Ganges, Jangce, Rumena reka, Misisipi in verjetno Amazonka. V prazgodovini so bile reke vir sveže vode in hrane (ribe in divjad), pa tudi prostor za pranje in kanalizacijo. Bližina vode je ustvarjala temperaturne ekstreme in je bila vir za namakanje, ki je spodbudilo razvoj kmetijstva. Večina prvih civilizacij se je razvila iz teh rečnih dolinskih skupnostih.

## Riftna dolina
Riftna dolina nastane s širitvijo zemeljske skorje zaradi tektonske aktivnosti pod Zemljino površino. Nastane na meji razmikajočih tektonskih plošč, zaradi raztezanja zemeljske skorje, širjenja površine, in se je naknadno poglobila zaradi sile erozije.

## Ledeniška dolina
Obstajajo različne oblike dolin, povezanih z ledeniki, ki jih lahko imenujemo ledeniške doline.

### U-dolina ali koritasta dolina
Dolina, ki so jo izklesali ledeniki, ima navadno obliko črke U in spominja na korito. Ta koritasta dolina postane vidna ob umiku ledenika, ki jo je ustvaril. Ko se led stopi ostane dolina posuta z majhnimi balvani, ki jih je prevažal led. Naklon tal ne vpliva na obliko doline, odvisna je od velikosti ledenika. Nenehno tekoči ledeniki - še posebej v ledeni dobi - in veliki ledeniki izklešejo široke, globoko vrezane doline, včasih s stopnjami, ki odražajo različne stopnje erozije.
Primeri dolin v obliki črke U so v vsakem gorskem območju, ki je imelo ledenike, po navadi med pleistocensko ledeno dobo. Večina sedanjih dolin v obliki črke U se je začela kot V oblika pred poledenitvijo. Ledeniki so jih izklesali širše in globlje, hkrati pa so ji spremenili obliko. preoblikovanje je posledica ledeniške erozije in drgnjenja ledu, kar povzroči, da ledenik prevaža veliko kamninskega materiala. Material, ki se imenuje ledeniški drobir, se odlaga na tleh doline. Ko se led topi in umika, ostane dolina z zelo strmimi brežinami in širokim, ravnim podom. V dolini lahko ostane reka ali potok. Ta nadomešča izvirni tok ali reko in je manjši, kot bi pričakovali glede na velikost doline.
Druge zanimive ledeniško preoblikovane doline so:
- Dolina Yosemite (Združene države Amerike)
- Stranske doline avstrijske reke Salzach v vzporedni smeri in viseča ustja.
- Nekatere škotske soteske so polne grmovja in cvetja.
- Reka St. Mary v Nacionalnem parku Glacier v Montani, ZDA
- Robanov kot, Loška Koritnica, Slovenija

### Tunelska dolina
Tunelska dolina je velika dolga dolina v obliki črke U, ki je bila prvotno razrezana pod ledeniškim ledom blizu meje kontinentalnega ledenega pokrova, kakršen sedaj pokriva Antarktiko in je v preteklih ledeniških obdobjih pokrival dele vseh kontinentov .
Dolga je lahko do 100 km, 4 km široka in 400 m globoka (globina se lahko spreminja v vzdolžni smeri).
Oblikovane so bile s subglacialno erozijo z vodo. Delovale so se kot subglacialne drenažne poti, ki so nosile velike količine staljene vode. Njihovi preseki kažejo strme stranske boke, podobne stenam fjorda, njihova ravna dna so značilna za subglacialno ledeno erozijo.

### Pradolina
V severnem delu Srednje Evrope se je skandinavska ledena plošča med različnimi ledenimi dobami nekoliko premikala nazaj in naprej. Njene staljene vode so tekle vzporedno z ledom, da so dosegle kotlino Severnega morja, kjer so nastale ogromne ravne doline, znane kot pradoline (Urstromtäler v nemščini). Za razliko od drugih oblik ledeniških dolin so jih oblikovale ledeniške vode.

## Prehodne oblike in dolinski bregovi
Glede na topografijo, vrste kamnin in podnebje obstaja veliko prehodnih oblik med V-, U- in navadnimi dolinami. Njihova dna so lahko široka ali ozka, vendar so značilne tudi vrsta njihovih brežin. Široke gorske doline imajo v večini primerov nizke brežine. Pomembna izjema so kanjoni, kjer je greben skoraj v bližini vrha doline. V Alpah - npr. dolina reke Inn – so grebeni precej nizko (100-200 metrov nad dnom). Tukaj so številne vasi (predvsem na sončni strani), ker je podnebje zelo blago: tudi pozimi, ko so tla doline napolnjena z meglo, so te vasi na soncu.
V nekaterih tektonsko preoblikovanih regijah Skalovja ali Alp (npr. Salzburg) so stranske doline vzporedne med seboj in še dodatno visijo. Potoki se oblikujejo v reko v obliki globokih kanjonov ali slapov. Običajno je to dejstvo posledica nasilne erozije nekdanjih dolinskih brežin, ki jih najdemo tudi na arêtejih (ozek greben kamnine, ki ločuje dve dolini) in ledeniških krnicah, pri vsaki škotski soteski ali v severnem fjordu.

## Obvisela dolina
Obvisela dolina je pritočna dolina, ki je višja od glavne doline. Najpogosteje spominjajo na dolino v obliki črke U, ko je pritočni ledenik tekel v večji ledenik. Glavni ledenik je erodiral globoko U-dolino s skoraj navpičnimi brežinami, medtem ko je pritočni ledenik z manjšo količino ledu naredi nižjo U-dolino. Ker so bile površine ledenikov prvotno na isti višini, se zdi, da plitka dolina »visi« nad glavno dolino. Slapovi se pogosto pojavljajo na ali v bližini izhoda iz zgornje doline.
Obvisele doline se pojavljajo tudi v sistemih fjordov pod vodo. Kraki Sognefjorda so na primer veliko plitkejši od glavnega fjorda. Ustje Fjærlandsfjorda je približno 400 metrov globoko, medtem ko je glavni fjord v bližini globok do 1200 metrov. Ustje Ikjefjorda je le 50 metrov globoko, medtem ko je glavni fjord približno 1300 metrov na isti točki .
Poledenel teren ni edino mesto obviselih potokov in dolin. So preprosto tudi produkt različnih erozij glavne doline in dolinskih pritokov. Različne stopnje erozije so povezane s sestavo kamnin v različnih dolinah. Pritočne doline so z ledeniki ali erozija počasneje poglabljali in kot pri tleh doline, zato se razlika v globini dveh dolin s časom povečuje. Pritočna dolina, sestavljena iz bolj odporne kamnine, nato visi nad glavno dolino.

## Koritasta dolina
Doline v obliki korita se pojavljajo tudi v težkih denudacijah. V nasprotju z dolinami v obliki črke U je manj erozije navzdol in bočno. Zaradi hude denudacije pobočja so rahlo poševne stranice doline in njihov prehod v dejansko dolinsko dno nejasni. Koritaste doline se pojavljajo predvsem v periglacialnih predelih (robovih ledeniških območij) in v tropskih predelih spremenljive vlage. Pri obeh podnebjij prevladuje težka denudacija.

## Škatlasta dolina
Škatlaste doline imajo široko, relativno ravno dno in strme stranice. Pogoste so v periglacialnih območjih in se pojavljajo v srednjih širinah, pa tudi v tropskih in sušnih regijah.

## Dolinsko dno
Običajno je dno glavne doline široko - neodvisno od oblike U ali V. Običajno se giblje od približno enega do deset kilometrov po širini in je pogosto napolnjeno z gorskimi sedimenti. Oblika dna je lahko precej vodoravna, podobna ravnemu valju ali terasasta.
Stranske doline so prej V kot v U oblike; v bližini ustij so možni slapovi, če je obvisela dolina. Položaj vasi je odvisen od prečnega profila doline, podnebja in lokalnih tradicij ter nevarnosti snežnih plazov ali zemeljskih plazov. Prevladujejo mesta na terasah ali aluvialnih stožcih, če obstajajo.
Zgodovinsko umeščanje vasi v glavne doline pa je v glavnem upoštevalo potencial poplav.

### Zunajzemeljske doline
- ESA image: Vallis Alpes, bisecting the Lunar Alps
- Valles Marineris and Ophir Chasma